# Ivan Rajniak
Ivan Rajniak (10. července 1931, Hybe – 23. února 1999, Bratislava) byl slovenský herec.
Dlouholetý člen Činohry SND, tvůrce mnoha filmových i televizních postav byl známý zejména výraznými lidskými, tragikou života poznamenanými charakterovými úkoly. V roce 1976 mu udělili titul zasloužilý umělec.

## Filmografie
- 1961: Most na tu stranu (Peter)
- 1961: Pokořené řeky (J)
- 1963: Výhybka (Miko Bobule)
- 1965: Úplně vyřízený chlap (Beno)
- 1965: Zvony pro bosé (Stašek)
- 1966: Tango pro medvěda (řidič)
- 1967: Rok na vsi (film) (Smrčina)
- 1967: Tři dcery (ing. Demko)
- 1967: Kapsáři (profesor)
- 1968: Není jiné cesty (Hurban)
- 1970: Zrzavá jalovice (Trnka)
- 1970: Měděná věž (Valér)
- 1971: Hledači světla (Martin)
- 1971: Orlí pírko (Valér)
- 1972: Daleko je do nebe (učitel Krúpa)
- 1972: Zítra bude pozdě (Čaniak)
- 1973: Putování do San Jaga (otec)
- 1973: Srdce na laně (Karol)
- 1974: Den, který neumře (des. Balog)
- 1974: Trofej neznámého střelce (štěká)
- 1975: Pacho, hybský zbojník (Pandur Gejza)
- 1975: Šeptající fantom (npor. Mrázik)
- 1976: Červené víno (Oliver)
- 1976: Do posledního dechu (Vendoš)
- 1976: Rozdelení (Ozerák)
- 1976: Vojáci svobody (Štefan)
- 1976: Sváko Ragan (řezník)
- 1978: Ne (film) (Zelí)
- 1978: Sníh pod nohama (otec Veselský)
- 1980: Hodiny (Repčiak)
- 1982: Předčasné léto (dr. Valenta)
- 1983: Sbohem, sladké dřímoty (Holáň)
- 1984: Návrat Jána Petru (Rudo Bříza)